# Wapen van Ambt Delden
Het wapen van de Nederlandse gemeente Ambt Delden vertoonde drie gouden lindebomen. Deze staan symbool voor de relatie met de gemeente Stad Delden. Het wapen van Stad Delden vertoont een lindeboom. De gemeenteraad van Ambt Delden heeft bij de Hoge Raad van Adel voorgesteld om de relatie met Stad Delden in ieder geval in het wapen naar voren te laten komen.
Het wapen is in de Rijkskleuren uitgevoerd.  Het wapen is ontstaan omdat er een nieuwe vergaderzaal voor de Staten van Overijssel werd gebouwd waarin de wapens van de gemeentes van Overijssel in de ramen verwerkt zouden worden. Ambt Delden voerde tot dan geen eigen wapen.
In de twintigste eeuw werd een kroon aan het wapen toegevoegd. Dit wapen bleef tot 2001 in gebruik, de gemeente Ambt Delden is in dat jaar opgeheven en opgegaan in de nieuwe gemeente Hof van Twente.

## Blazoen
Op 27 december 1898 kreeg de gemeente Ambt Delden haar eerste wapen toegekend:
 In lazuur 3 uitgerukte lindeboomen van goud.
Dit wapen vertoont drie uitgerukte goudkleurige lindebomen. De bomen zijn uitgerukt om zwevende grond te voorkomen.
De officiële beschrijving, of blazoen van het tweede wapen van de gemeente, toegekend op 13 juli 1982, luidde als volgt: 
 In azuur 3 uitgerukte lindebomen van goud, geplaatst 2 en 1. Het schild gedekt door een gouden kroon van 3 bladeren en 2 parels.
Dit wapen is gelijk aan het eerste, met de toevoeging van een gouden kroon van drie bladeren met daartussen twee parels.

## Vergelijkbare wapens
De volgende wapens vertonen overeenkomsten met het wapen van Stad Delden:

Het wapen van Hof van Twente
Het wapen van Stad Delden

## Referentie
1. 1 2   Nederlandse Gemeentewapens : Ambt Delden

Ambt Almelo
· Ambt Delden
· Ambt Hardenberg
· Ambt Ommen
· Ambt Vollenhove
· Avereest
· Bathmen
· Blankenham
· Blokzijl
· Brederwiede
· Den Ham
· Denekamp
· Diepenheim
· Diepenveen
· Genemuiden
· Giethoorn
· Goor
· Grafhorst
· Gramsbergen
· Hasselt
· Heino
· Holten
· IJsselham
· IJsselmuiden
· Kamperveen
· Kuinre
· Lonneker
· Markelo
· Nieuwleusen
· Noordoostpolder
· Oldemarkt
· Olst
· Ootmarsum
· Rijssen
· Stad Almelo
· Stad Delden
· Stad Hardenberg
· Stad Ommen
· Stad Vollenhove
· Steenwijk
· Steenwijkerwold
· Urk
· Vollenhove
· Vriezenveen
· Wanneperveen
· Weerselo
· Wijhe
· Wilsum
· Zalk en Veecaten
· Zwartsluis
· Zwollerkerspel